# O princezně Jasněnce a létajícím ševci
O princezně Jasněnce a létajícím ševci je česká filmová pohádka z roku 1987 režiséra Zdeňka Trošky. Snímek byl natočen na motivy pohádky Jana Drdy podle scénáře Karla Steigerwalda.

## Děj
Jednoho dne nevyjde slunce a to zapříčiněním čarodějnice z lesů (Helena Růžičková), která upekla kohouta Sluneční paní, který přivolává slunce. Proto zajde paní za králem (Lubor Tokoš), aby spor rozsoudil. Rozhodne ve prospěch Sluneční paní, kohout ožije a přivede slunce. Stará čarodějnice si to ale nenechá líbit a nad princeznou Jasněnkou (Michaela Kuklová) vyřkne, že si vezme ševce. Král se toho bojí a svou dceru zavře do věže.
Mezitím si mladý ševcovský tovaryše Jíra (Jan Potměšil) z jemné kůže vyrobí křídla a naučí se s nimi létat. Švec Jíra Jasněnku za pomoci svých křídel z věže vysvobodí a nakonec zlomí i čarodějné prokletí.

## Obsazení
| Michaela Kuklová     | princezna Jasněnka (mluví Sylva Sequensová)           |
| Jan Potměšil         | švec Jíra                                             |
| Lubor Tokoš          | král                                                  |
| Antonie Hegerlíková  | chůva                                                 |
| Jaroslav Čejka       | komoří                                                |
| Helena Růžičková     | čarodějnice z Černých lesů                            |
| Yvetta Blanarovičová | čarodějnice Černava, dcera čarodějnice z Černých lesů |
| Oto Ševčík           | zloduch Řimbuch                                       |
| Venuše Humheyová     | Sluneční paní (mluví Jana Preissová)                  |
| Zdeněk Podhůrský     | Černý princ                                           |
| Václav Kaňkovský     | starý švec                                            |
| Vladimír Huber       | královský mistr švec                                  |

Dále hrají: Josef Vaidiš (kovářský tovaryš Ondra), Karel Bělohradský (rejtar; mluví Mirko Musil), Stanislav Tříska (hejtman), Oleg Ďupal (bednář), Jiří Postránecký (Zlatý princ), Dušan Vodák (Modrý princ), Ivo Černý (Johan), Lenka Vejmanová (pradlena), David Voverka, Ondřej Starý, Vlastimila Vlková (stařenka), Vladimír Švabík (rádce), Miroslav Grác (rádce), Lena Birková (dvorní dáma / plátenice), Jiří Růžička (dvořan / měšťan), Jiří Havelka (dvořan), Jiřina Kottová (dvorní dáma), Rimma Charvátová (dvorní dáma)

## Místa natáčení
Hrad Bouzov, zámek Vítkovec, hrad Frýdštejn, zámek Průhonice